# Германия (аллегория)
Женский образ Германия — национальная персонификация, аллегорический символ ФРГ, особой популярностью пользовался в XIX веке.
Образ Германии появился ещё во время римских цезарей. На монетах Домициана она изображалась с надписью Germania capta («взятая в плен Германия») по случаю победы Рима над хаттами). В Средние века персонифицированная Германия стоит рядом с фигурами Roma, Gallia und Sclavinia в евангелиаре Оттона III.
В первой половине XIX века усилились стремления объединить раздробленную на множество мелких государств Германию в единое государство. Это стремление сопровождалось ростом национализма и нашло своё отражение во всех областях искусства и культуры.
Было создано множество памятников, изображающих Германию, самый известный из них — в парке Нидервальд под Рюдесхаймом.
Центральной фигурой и олицетворением Германии в клипе 2019 года Deutschland музыкальной группы Rammstein выступила темнокожая актриса Руби Комми. Видео вызвало неоднозначную реакцию слушателей и критиков.

## Изображения
Аллегорическая Германия в большинстве случаев изображается воинственной и сильной женщиной, похожей на валькирию, некой девой-воительницей. Тем самым она становится персонификацией страны Германия и германского национализма. С ней часто изображаются имперские клейноды, чаще всего императорский меч и имперская корона.

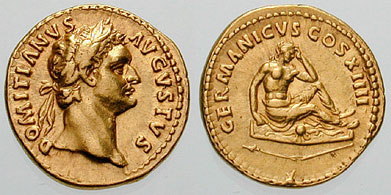
На римской монете ауреус Домициана (ок. 81—96 годы) Германия представлена поверженной на щите
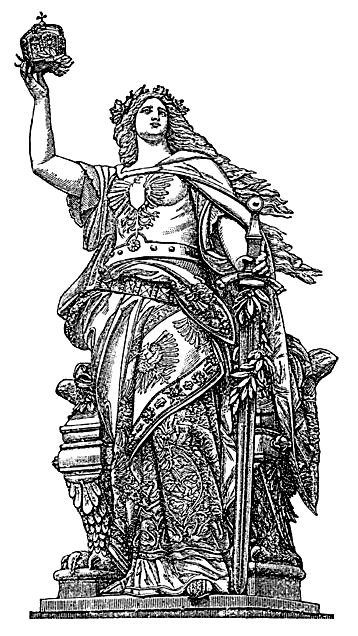
Германия Иоганнеса Шиллинга
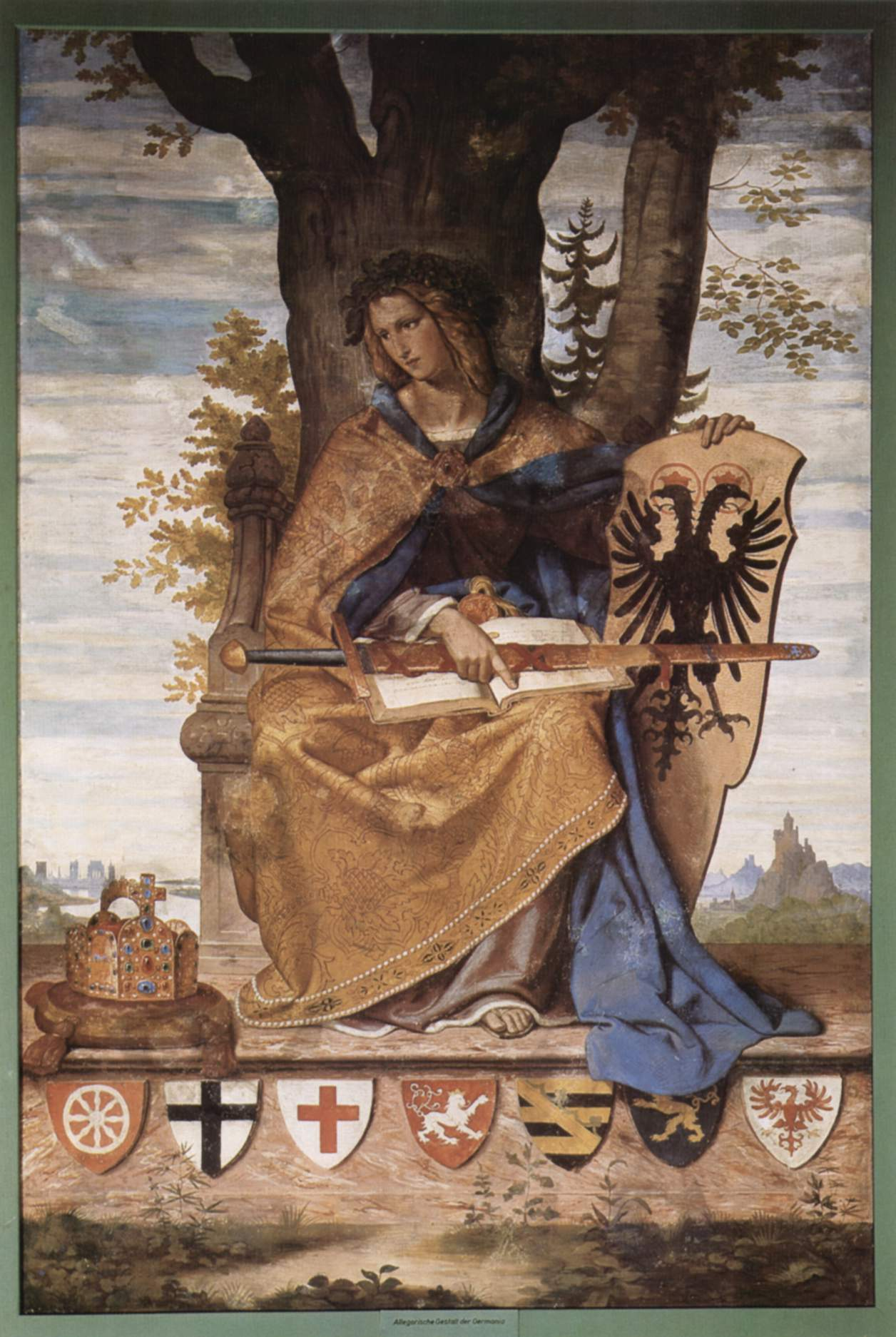
Филипп Фейт. Фреска «Германия». 1834—1836. Штедель. Франкфурт-на-Майне
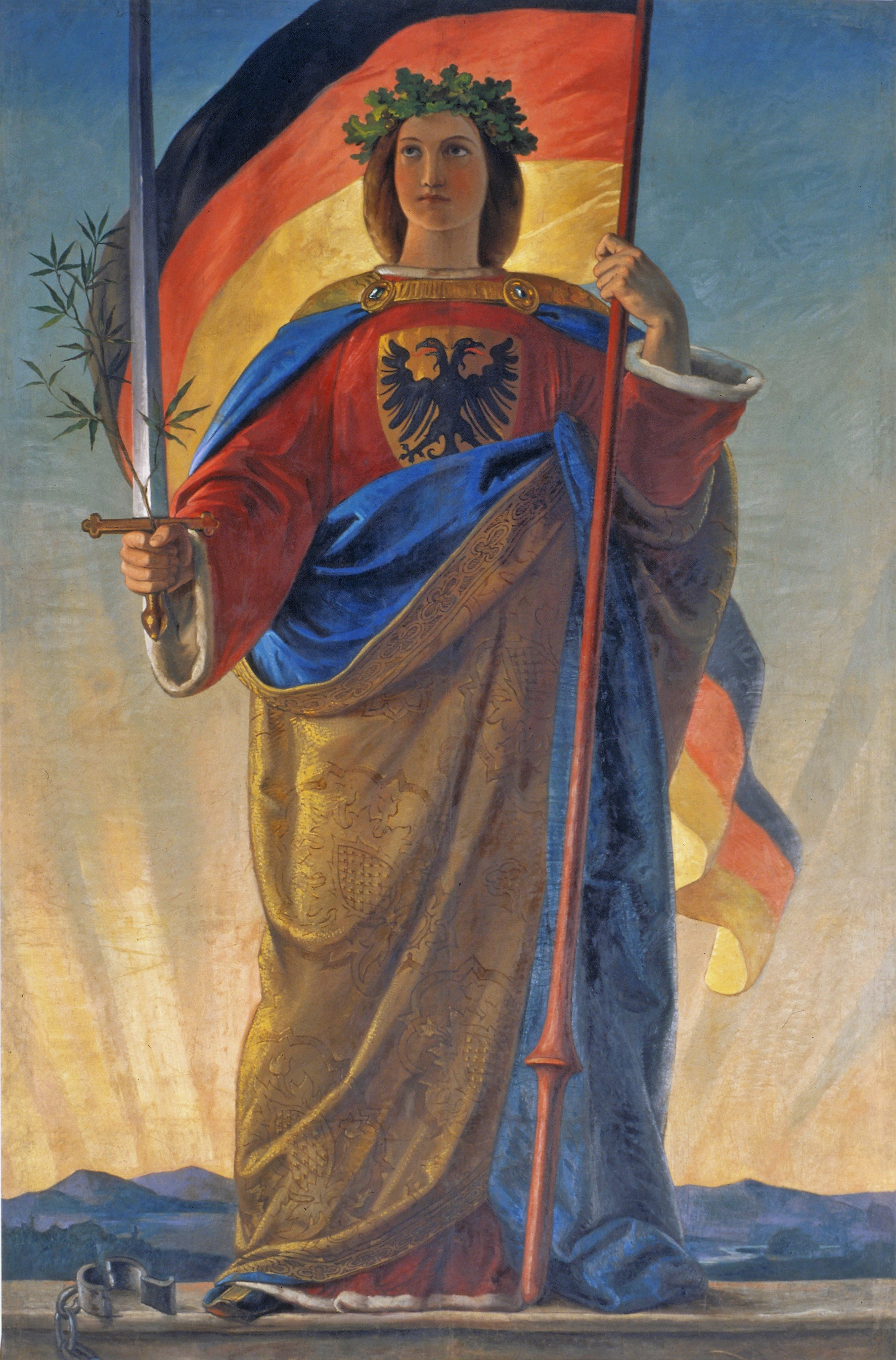
Филипп Фейт. Германия (1848)
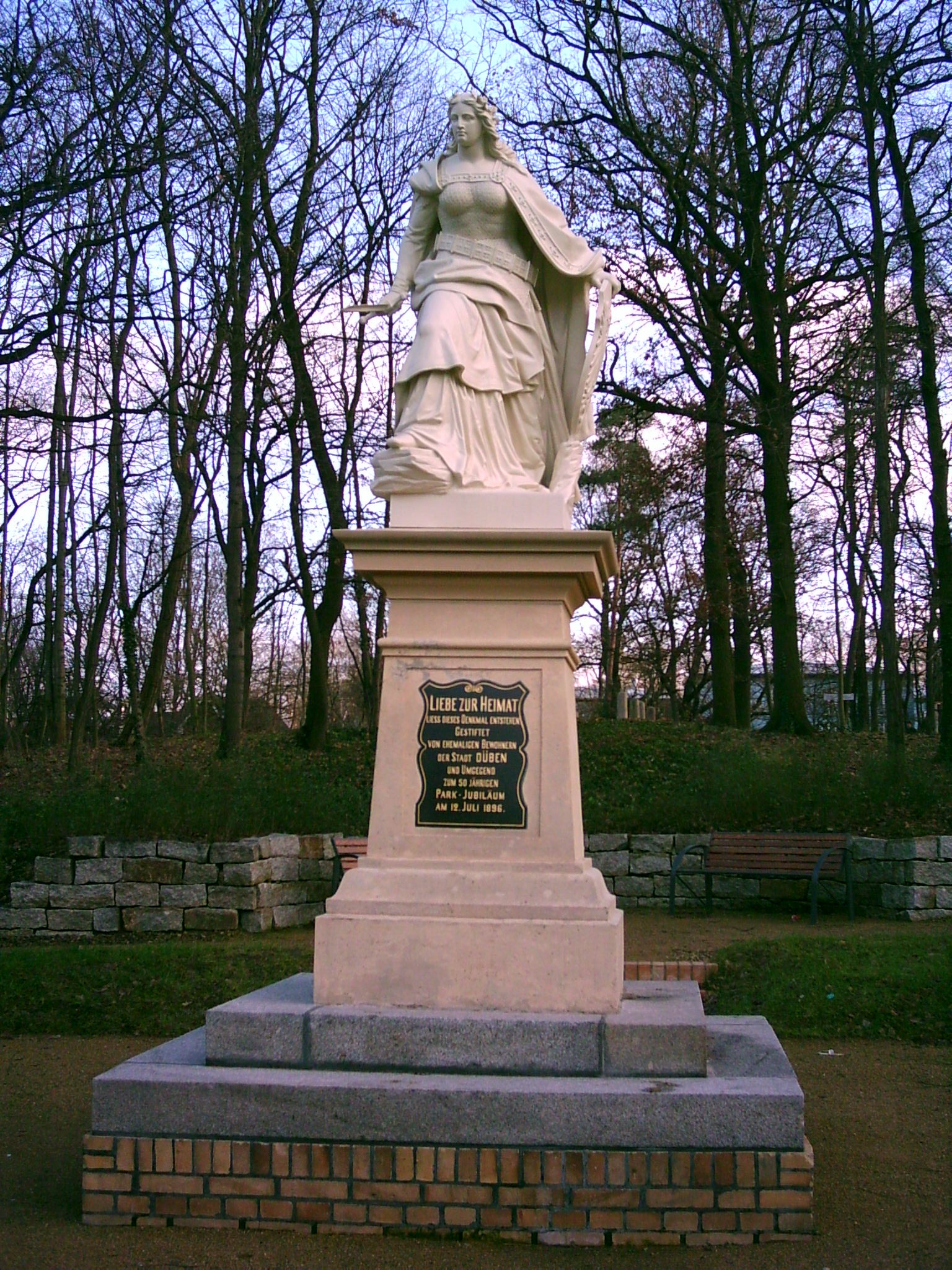
Памятник «Германия» в Бад-Дюбене
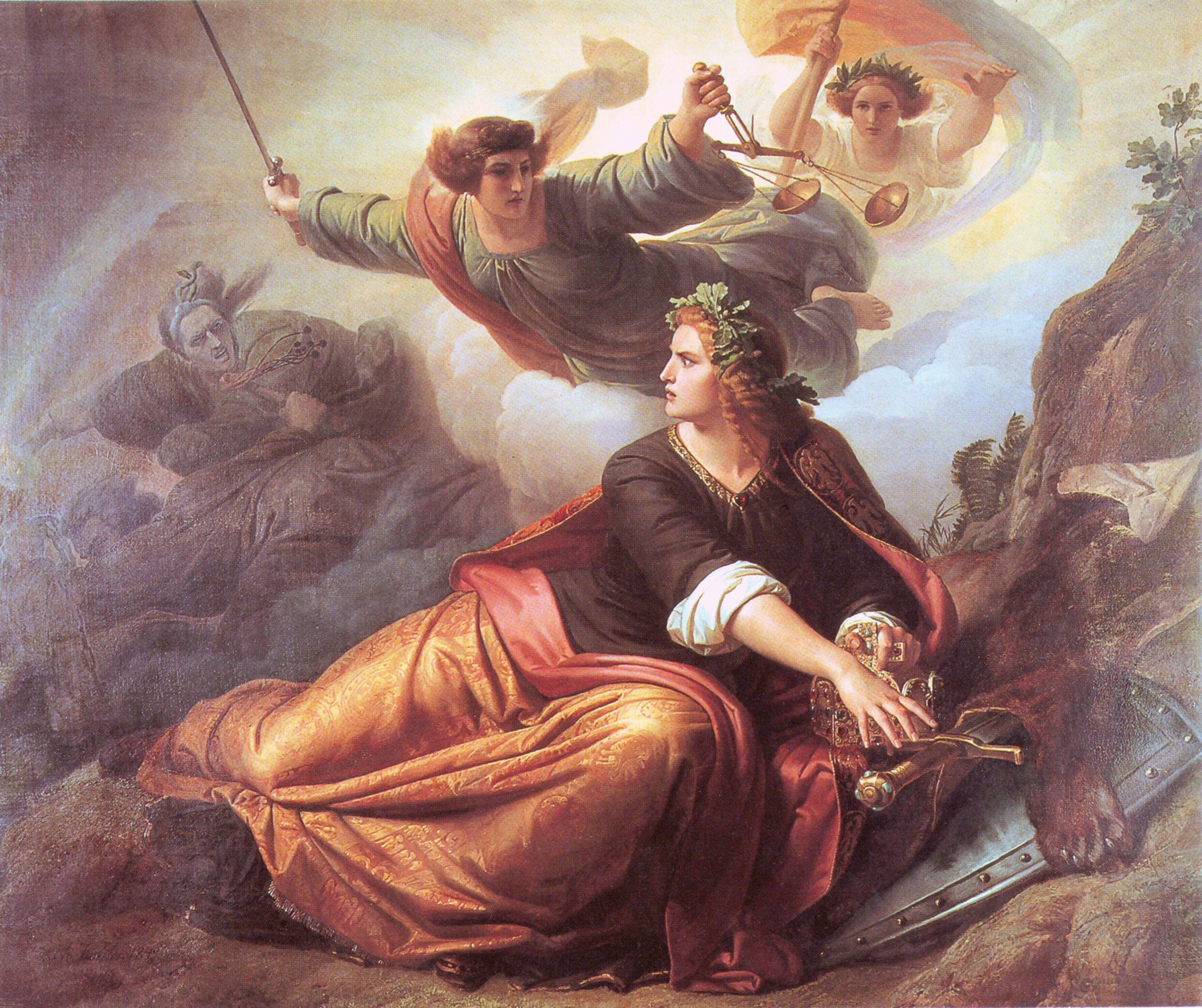
Кристиан Кёлер[нем.]. Очнувшаяся Германия (1849)
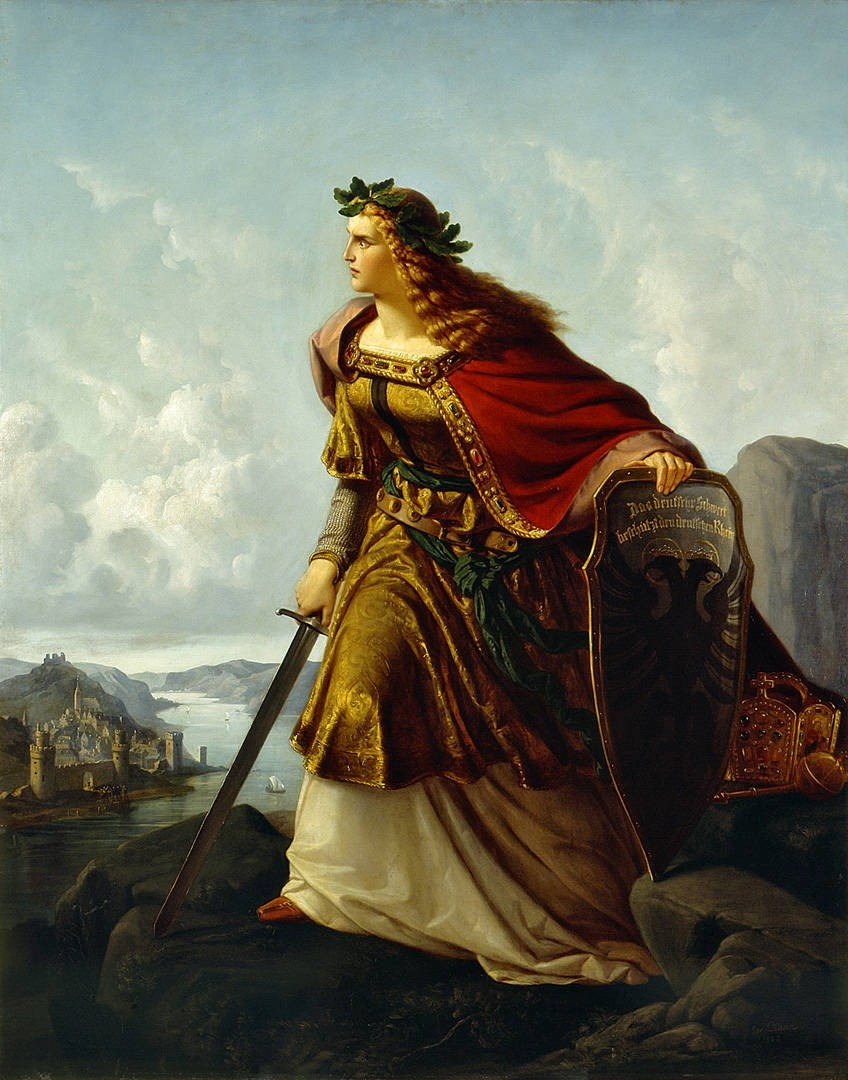
Лоренц Класен[нем.] - Германия на страже Рейна (1960)
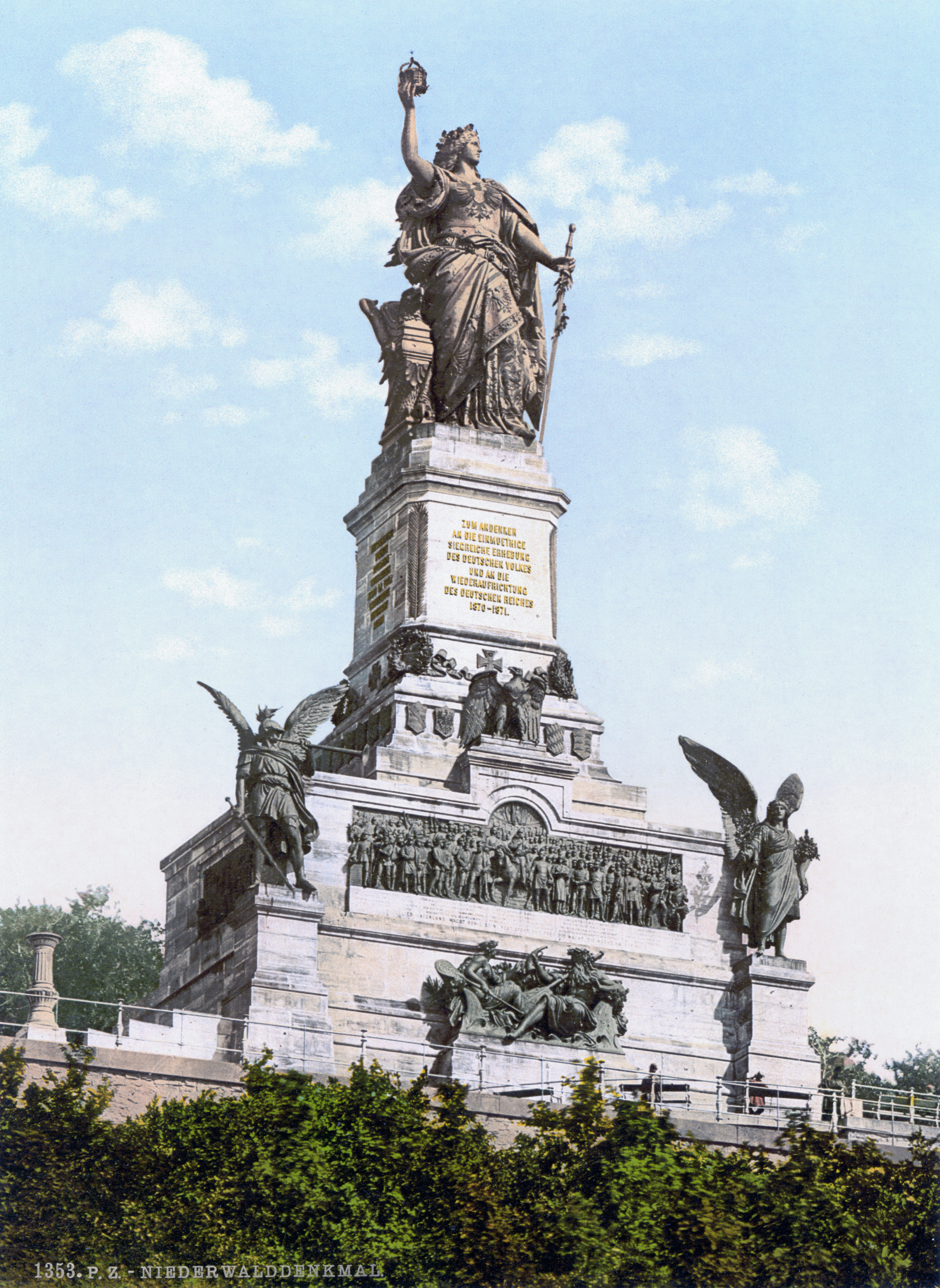
Нидервальдский памятник
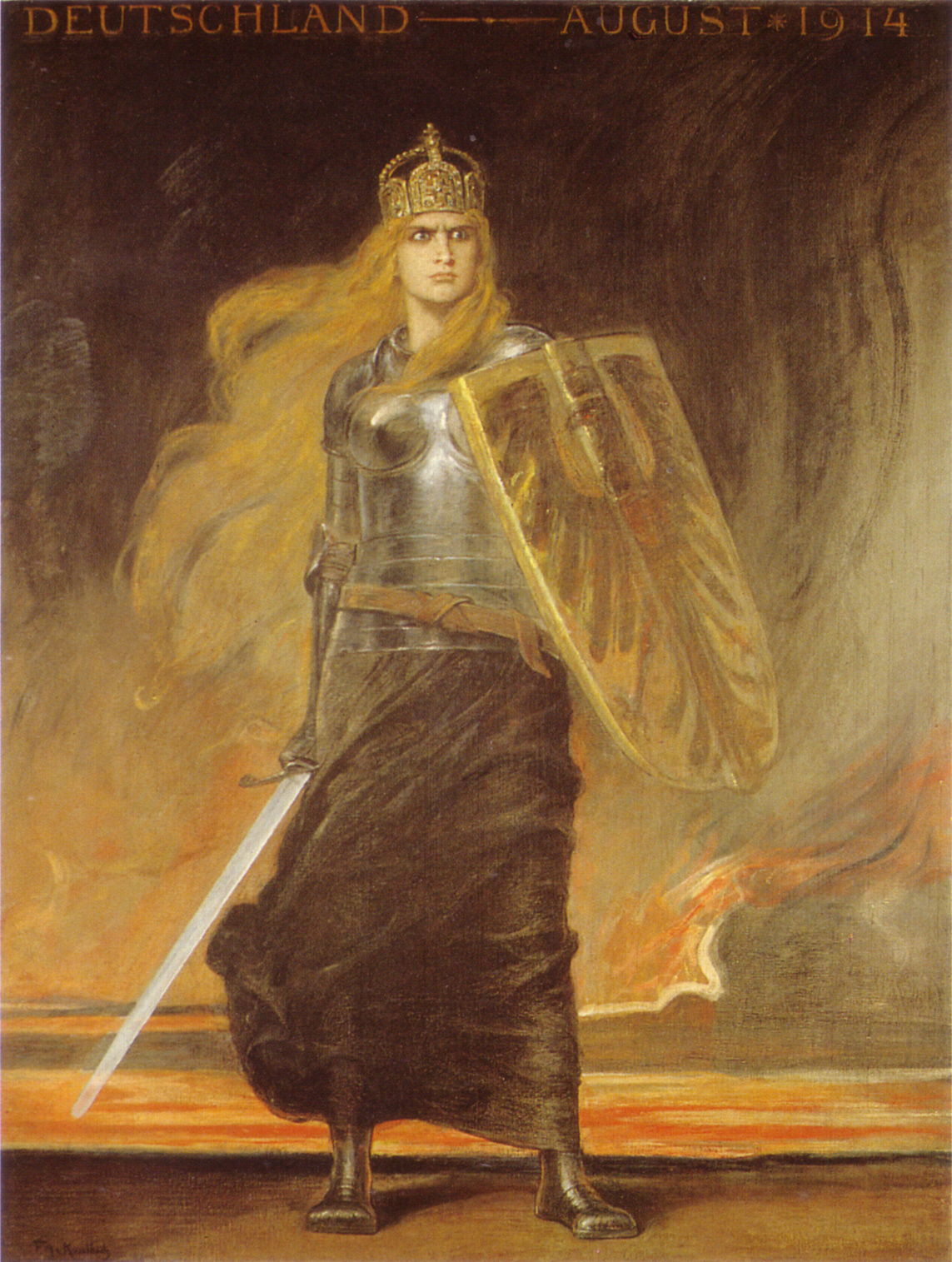
Фридрих Август Каульбах. Германия. 1914. Немецкий исторический музей. Берлин
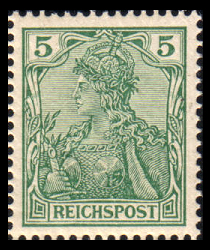
Почтовая марка из серии «Германия». 1900—1922